# 馮杰 (天啓進士)
馮杰（？—1651年），字劭闇，號木衷，直隸保定府安州高陽縣（今河北省高陽縣）人，明末清初政治人物。

## 生平
順天鄉試第五十二名，天啓二年（1622年）壬戌科三甲二百十名進士，通政司观政，三年四月授章丘知县，四年与七年任本省同考官。崇禎元年考选，二年授禮科給事中，三年被革职。
明亡后歸附清朝，順治元年，授戶科右給事中，二年升戶科都給事中。順治三年，升太常寺少卿。順治五年，再升太常寺卿。順治五年，改大理寺卿。順治六年，為戶部右侍郎、督理京省錢法。順治八年，去世后贈戶部左侍郎。

## 家族
曾祖馮進忠；祖父馮大時，義官；父馮嘉祥，廪生。母庫氏，繼母孫氏。具慶下